# Muv-Luv
Muv-Luv (マブラヴ Maburavu?) es una novela visual japonesa desarrollada por âge. Fue lanzada como un juego para todas las edades, aunque originalmente lo fue para adultos. Sin embargo, en las versiones posteriores el contenido para adultos fue retirado cuando el juego empezó a venderse para PC y Xbox 360. Consta de dos partes,  Muv-Luv Extra (マブラヴ エクストラ?) y Muv-Luv Unlimited (マブラヴ アンリミテッド?), el juego de Muv-Luv sigue una línea argumental lineal, que ofrece pre-determinados escenarios y campos de interacción, centrándose en los distintos escenarios con los principales personajes femeninos. Muv-Luv fue seguido por una secuela, Muv-Luv Alternative (マブラヴ オルタネイティヴ?), que fue lanzado para PC el 24 de abril de 2006 y sigue la historia de Muv-Luv Unlimited. Dos fandiscs también fueron lanzados a al venta,Muv-Luv Supplement (マブラヴ サプリメント?) y Muv-Luv Altered Fable (オルタード ALTERED FABLE?), que contienen escenarios alternativos, tiendas de cortos, fondos de pantalla de computadora, y audiodramas.
Muv-Luv también ha aparecido en otros medios. Tres series mangas basados en los juegos fueron publicadas en MediaWorks y después en ASCII Media Works y aparecieron en la revista de manga Dengeki Daioh. Shueisha publicó una serie de novelas de siete volúmenes basadas en las historias de Muv-Luv y Muv-Luv Alternative, mientras que Enterbrain publicó una serie de novelas basándose en  Muv-Luv Alternative: Total Eclipse en su revista Tech Gian y sigue los acontecimientos después de Muv-Luv Alternative. Total Eclipse también fue adaptado al manga por ASCII MediaWorks, y a una serie de anime que salió al aire el 1 de julio de 2012.

## Muv-Luv
El primer juego de Muv-Luv, consiste de dos partes: Muv-Luv Extra y Muv-Luv Unlimited. Se puede acceder a Unlimited cuando se obtienen los finales de las dos heroínas principales (Sumika y Meiya) en Extra.
La versión para todas las edades usa el motor de Alternative (wide screen, sonido surround 5.1) y tiene nuevas aperturas (openings) para Extra y Unlimited (aunque la apertura original de Extra puede ser vista también), y tiene bastantes cambios menores en el guion y los CGs. Las escenas para adultos fueron eliminadas y se incluyó la opción de volver a la elección anterior.

### Muv-Luv Extra
Muv-Luv Extra (マブラヴ　エクストラ Maburavu ekusutora?), la parte principal de Muv-Luv, toma lugar en el mismo mundo (y área general) que Kimi ga Nozomu Eien y Kimi ga Ita Kisetsu. El restaurante familiar El Templo Celestial es mencionado y visitado y Akane Suzumiya hace una aparición.
Su predecesor, Akane Maniax, ha sido animada en forma de un OVA de tres episodios y todos los personajes de Muv-Luv Extra aparecen. Se pueden ver varias referencias a juegos de robots (sobre todo Virtual-On) y programas de televisión (como Daitarn 3 y Gundam), algunos bastante obvios, otros que casi ni se notan. Aunque Extra toma lugar en un mundo alternativo a Unlimited y Alternative, es una parte necesaria de la historia ya que el Takeru de Unlimited y Alternative es originario del mundo Extra. Para referirse a Extra o su mundo, los fanes lo llaman "EX".

### Muv-Luv Unlimited
Muv-Luv Unlimited (マブラヴ　アンリミテッド maburavu anrimitedo?) toma lugar en un mundo alternativo a Extra, donde alienígenas llamados BETA (siglas de "Beings of the Extra-Terrestrial origin wich is Adversary of human race", en idioma español sería: "Seres de origen Extraterrestre que son Adversarios de la raza humana") han invadido la Tierra y la humanidad combate a los agresores con robots gigantes llamados Senjutsuhokousentouki (戦術歩行戦闘機 Máquinas tácticas andantes de combate?), usualmente llamados Senjutsuki (戦術機), ya que todas las armas convencionales no funcionaban contra los BETA.
Los BETA fueron avistados en Marte en 1958 llegando a la Luna en 1967 para llegar a la Tierra en 1973. En el año 2001, la población mundial es menor de 1 billón de personas y la mayoría de Europa central y Asia han sido destruidas. Aunque la Unión Soviética todavía existe, operando fuera de Alaska. Cuando los BETA llegaron a Japón en 1998, 36 millones de personas fueron aniquiladas en solo una semana. Los BETA varían bastante en su tamaño, están los más pequeños (clase soldado) que miden alrededor de 3 metros de alto, y los más grandes (clase fortaleza) que miden alrededor de 50 metros de alto. A diferencia de Extra, Takeru en Unlimited y Alternative tiene algunos diálogos con voz. La voz de Takeru es de Soichiro Hoshi pero usa el nombre de Takeshi Aiba (相庭 剛志) cuando trabaja en juegos para adultos
La gran mayoría de los personajes de Extra están en Unlimited, a excepción de Takeru de Unlimited, del cual se dice que está muerto y Sumika, la cual parece no existir en Unlimited. Los personajes son, en gran parte idénticos a los de Extra, con la posible excepción de Mikoto, que ahora es mujer. Unlimited también introduce un nuevo personaje que no está presente en Extra, Kasumi Yashiro, que parece estar relacionada con Sumika de algún modo.
Como los hechos históricos en Unlimited son distintos, hay muchas diferencias menores en las costumbres de la gente. Por ejemplo, la gran mayoría de los modismos que usa Takeru (como "maji" y "anma") son incomprensibles para los habitantes del mundo Unlimited (terminan llamándolo "Shiroganego" (白銀語 "idioma Shirogane"?).
A diferencia de Alternative, Unlimited trata más acerca de los personajes y el mundo en si más que el conflicto con los BETA. De hecho, los BETA no aparecen.

## Muv-Luv Alternative
Muv-Luv Alternative (マブラヴ　オルタネイティブ Maburavu orutaneitibu?) es la secuela del primer juego de Muv-Luv, tomando lugar después de los eventos de Unlimited (para Takeru al menos).
La versión para todas las edades tiene una nueva apertura (opening) con una nueva canción de JAM Project, sonido surround 5.1, y la capacidad de poder saltar a cualquier capítulo (incluso antes de empezar el juego, haciendo esto más conveniente para las personas que jugaron la versión original). También hay nuevos eventos y CGs, y más actuación vocal para Takeru. el contenido para adultos fue eliminado y las escenas más sangrientas fueron bajadas de tono. Algunos de los eventos solo pueden ser vistos si se tienen partidas grabadas de Extra/Unlimited (por ejemplo, para ver el evento del bote, primero hay que encontrar el bote en Unlimited).
A diferencia del primer juego de Muv-Luv, este consiste de una sola parte, Muv-Luv Alternative.
La historia de Alternative es más seria que la de Unlimited. También muestra bastantes personajes de otros juegos de âge. teniendo roles principales salen algunos personajes de Kimi ga Nozomu Eien, y varios personajes de otros juegos son mencionados.
Alternative requiere alrededor de 4,5 Gb de espacio en el disco duro y al menos 256 Mb de RAM como también una resolución de pantalla de 1024*768 como mínimo. También toma entre 40 y 60 horas terminar el juego por primera vez (Muy largo comparándola con otras novelas visuales).

## Muv-Luv Supplement
Muv-Luv Supplement (マブラヴ　サプリメント maburavu sapurimento?) es un fandisc de Muv-Luv.
Contiene:
- Sakura no Hana ga Saku Mae ni ～Muv-Luv After Episode～ (桜の花が咲く前に ～Muv-Luv After Episode～)
Una continuación de la historia después del final de Sumika en Muv-Luv Extra
- Muv-Luv Duelist
Una variante de Muv-Luv que usa el juego de cartas intercambiables Rumbling Angel
- Muv-Luv ～Another Episode Collection～
Una variedad de historias cortas de varios personajes de Muv-Luv
- Kiminozo Rajio Shucchouban 2 (君のぞらじお出張版２)
Radio de Kiminozo, Parte 2
- Accesorios
Fondos de escritorio y archivos de voz
- Trailer de Muv-Luv Alternative
Trailer Muv-Luv Alternative con la canción de JAM Project Asu he no Houkou (未来への咆吼).

La historia corta "Waga Na wa Meiya" ("Mi Nombre es Meiya") en Supplement introduce 2 personajes que tienen un gran parecido con los súper robots Grendizer y Raideenin.

## Muv-Luv Altered Fable
Muv-Luv Altered Fable (マブラヴ アルタードフェイブル maburavu arutaado feiburu?) es el último fan-disc de Muv-Luv que salió a la venta.
Contiene:
- Kagayaku Toki ga Kienu Mae ni (かがやく時空(とき)が消えぬ間に?)
Comedia romántica que es llamada también “Final-Extra” por estar ubicada en el mismo universo de Extra pero con algunos cambios. Varias parodias y situaciones divetidas se pueden ver en este juego.
- Akatsuki Harukanari  (暁遙かなり?)
Juego de estrategia de Muv-Luv Alternative donde se puede combatir contra los BETA usando Senjutsukis.
- Muv-Luv Radio
Un disco donde los personajes de Muv-Luv conversan.
- Muv-Luv Alternative:Total Eclipse AVN
Novela gráfica inspirada en Muv-Luv Alternative, pero con diferentes personajes.

La edición especial de este juego tenía unos extras. Estos eran:
- Muv-Luv Special Movie Selection Disc
Colección de videos promocionales y aperturas (openings) de Muv-Luv
- Visor de personajes sexy
Un disco con ilustraciones del juego de las chicas de Muv-Luv en traje de baño y fondos de escritorio de las mismas.
- Audio disc Kiminozo Radio Alternative

## Total Eclipse
Total Eclipse (トータル・イクリプス tootaru ikuripusu?) es un nuevo proyecto de Muv-Luv Alternative promocionado por Tech Gian. Su medio principal son historias cortas suplementadas con fotografías de dioramas usando principalmente figuras de acción de Senjutsukis por Volks.
Total Eclipse toma lugar en el mismo mundo que Alternative, en la base Yukon de Alaska, zona de pruebas 18, donde personal de primera clase de alrededor del mundo sin importar su país se reúnen para trabajar en nuevos Senjutsukis. Los personajes principales son ingenieros y pilotos. Total Eclipse muestra varios Senjutsuki que no pudieron aparecer en Alternative.

## Schwarzesmarken
Schwarzesmarken es una Novela Ligera publicada en Tech Gian. Está situado en 1983 durante la República Democrática Alemana, sigue al escuadrón 666 "Schwarzesmarken" del Ejército Popular Nacional cuya especialidad son las "cacerías láser" (en alemán: laserjagd) y se centra en los personajes de Irisdina Bernhard, Theodor Eberbach y Katia Waldheim. Diversas conspiraciones en el gobierno de Alemania del Este relacionadas con la STASI y la KGB transcurren a lo largo de la historia. Los Senjutsukis que aparecen en esta obra son primordialmente MiG-21s y MiG-21PF, además de los empleados por la STASI: MiG-27 Aligatori. Estos TSF son primordialmente los usados por los firmantes del Pacto de Varsovia durante la primera generación de TSFs.

## Personajes
Muv-Luv dispone de una amplia variedad de personajes. Muchos de ellos sufren cambios de rol en algunos juegos, algunos de los secundarios se transforman en principales y cosas por el estilo. Para ver información sobre ellos ver el artículo de personajes. 

## Terminología

### BETA
BETA son las siglas para Beings of the Extra Terrestrial origin which is Adversary of human race que traducido al español sería Seres de origen extraterrestre que son adversarios de la raza humana. Son una forma de vida alienígena de ficción que aparecen en la trama de Unlimited y Alternative.
Los BETA fueron avistados en Marte en 1958, llegaron a la Luna en 1967 y finamente a la Tierra en 1973, aterrizando sobre Kashgar. En el año 2001, la población mundial no supera el billón de personas. Cuando los BETA llegan a Japón en 1998, 36 millones de personas fueron aniquiladas en solo una semana. Los BETA varían bastante en su tamaño, están los más pequeños (clase soldado) que miden alrededor de 3 metros de alto, y los más grandes (clase fortaleza) que miden alrededor de 50 metros de alto. Debido a su incapacidad para volar, derriban todo lo que puede hacerlo, incapacitando el apoyo aéreo y dificultando las evacuaciones.
Hostiles ante los seres humanos, son formas de vida con base de carbono y no consideran a los humanos como seres vivos. La humanidad ha identificado 7 tipos de BETA. Pero, estos sólo son los que han sido identificados, pero se especula que haya muchos más. Los BETAs priorizan objetivos de una manera simple pero eficaz, siendo siempre el más importante el ordenador o máquina de mayores capacidades. Cuando se establece un nuevo nido o colmena (hive) se hace por varias fases que poco a poco dejan el terreno circundante no apto para la vida humana, la única excepción son los volcanes. Las colmenas son primordialmente estructuras subterráneas se dividen en fases que dependen de varios factores (Tamaño del lanzador espacial, metros excavados, etc.), en ellas se realizan la creación de nuevos BETAs así como la elaboración de elementos G, experimentación y excavación de materiales fósiles. Los BETAs envían proyectiles periódicamente al espacio, la humanidad sólo ha podido determinar, por el ángulo y radio de lanzamiento, que se dirigen hacia fuera del sistema solar.

### Senjutsuhokousentouki
Senjutsuhokousentouki (戦術歩行戦闘機 Cazas tácticos terrestres de combate?), también conocidos fuera de Japón como "Tactical Surface Fighters" (Abreviado TSF, traducido "Cazas tácticos de superficie"), pero usualmente como Senjutsuki (戦術機 máquinas tácticas?), son grandes robots bípedos usados como armas para pelear contra los BETA en Unlimited y Alternative.
Como Muv-Luv Unlimited y Alternative toman lugar en mundos alternos al mundo real, donde la humanidad ha estado en guerra contra alienígenas desde 1967, los Senjutsukis existen desde 1970. La creación de Senjutsuki era esencial para la lucha con los BETA, ya que la mayoría de los aviones fueron inutilizados por los BETA clase láser y otras armas de superficie no podían pelear efectivamente dentro de los hives (colmenas) de los BETA.
El primer TSF (F-4 Phantom) fue creado por Estados Unidos y deriva del exoesqueleto usado durante el primer contacto con los BETA en la luna. Dado que la industria de la aviación apenas se desarrolló en este universo debido a la invasión de los BETA, los TSF llevan los nombres de diversos aviones de combate aunque sus fabricantes y diseñadores puedan no ser los mismos que sus contrapartes en la realidad. También, hay que notar que en japonés, los aviones de combate son llamados "sentouki".
El encargado de fabricar las figuras de los Senjutsukis y TSFs es Volks.

### Proyectos Alternative
Proyectos Alternative (オルタネイティヴ計画 Orutaneitivu Keikaku?). Una serie de proyectos que empezaron originalmente con la intención de encontrar un modo de comunicarse con los BETA.
- Alternative I
Se buscó la manera de entender a los BETA analizando su lenguaje y formas de pensar. Fue un fracaso total.

- Alternative II
La captura, disección y análisis de un BETA. Muchas vidas fueron sacrificadas para que esto fuera posible y el único resultado de esos exámenes fue la conclusión de que los BETA eran formas de vida basadas en el carbono.

- Alternative III
Empezó por la invasión de 1973. Encontrar una forma de entender a los BETA a través del uso de poderes psíquicos. Ya que el poder de los psíquicos solo cubría un rango limitado, tenían que entrar ellos mismos a los Hive (colmenas) para poder leer los pensamientos de los BETA. A causa de esto, la tasa de supervivencia de los psíquicos fue solamente de 6%. Todos los intentos de comunicación con los BETA usando la proyección de pensamiento fallaron (fueron ignorados), y la única información que lograron obtener (leyendo los pensamientos) era que los BETA no consideraban a los humanos como seres vivos.

- Alternative IV
Empezó en 1995. Buscar la manera de entender o comunicarse con los BETA a través de la 00-unit (unidad-00). Aunque los detalles de este proyecto se desconocen hasta la mitad de Alternative.

- Alternative V
Fue propuesto por primera vez por el Ejército de los Estados Unidos de América en 1995 en caso de que Alternative IV fallase. Cien mil personas serían seleccionadas y se les permitiría escapar de la Tierra usando naves espaciales migratorias, mientras que el resto de la humanidad se quedaría a luchar con los BETA para encontrarse con un trágico final, usando un gran número de Bombas G, las cuales serían usadas para bombardear la Tierra. También conocida como Operación Babylon. La verdad es que no se esperaba que las naves migratorias encontrasen otro planeta habitable; esto fue algo simplemente añadido al plan para que la Naciones Unidas lo aceptasen. Pero, a pesar de todo, cuando es ejecutado al final de Unlimited, las naves logran encontrar un planeta habitable (aunque la Tierra sigue siendo habitable acorde a The Day After). Un plan similar es preparado en el caso de que Operación Ouka fallase, pero no es lo mismo; es conocido como Operación Trident.

### Elemento G
Un elemento sin descubrir que fue recuperado de las unidades de aterrizaje de los BETA en Canadá, después del análisis del científico William Grey en el Laboratorio Nacional de los Álamos. La G viene de su apellido.
Se han descubierto once tipos de Elemento G hasta la fecha. Grey Seis que tiene masa negativa, Grey Nueve que es súper-conductivo a una temperatura mayor que la de una habitación y Grey Once que se usa para la creación de Bombas G y el motor desafiante de gravedad Moorcock-Lechte.

### Proyecto HI-MAERF
- XG-70b Susanoo #2 (凄乃皇弐型 Susanoo Nigata?).
El segundo prototipo de "fortaleza aeronáutica estratégica de alta maniobrabilidad" creada en América en el proyecto HI-MAERF en 1975.

- Es como cinco veces más alto que un Senjutsuki (alrededor de los 100 metros). Equipado con el motor Moorcock-Lechte, Campo Rutherford (el cual refleja ataques láser de un modo similar a los campos de distorsión de Nadeisco) y un cañón de partículas con la potencia suficiente para volar el monumento de una colmena de BETA.

- Creado para destruir hives (colmenas) por sí solo, pero como está equipado con el Campo Rutherford, no puede ser pilotado por humanos.

- El proyecto fue abandonado después de la invención de las Bombas-G. Esta unidad fue tomada para usarse en el proyecto Alternative, con el nombre japonés (Susanoo) añadido más tarde. Su nombre original Americano (si es que tuvo uno) es desconocido.

- Pilotado por la 00-Unit en la batalla de la colmena de Sadogashima. Cuando se auto destruyó, no solo vaporizó la colmena sino que la isla entera también.

- XG-70d Susanoo #4 (凄乃皇四型 Susanoo Yongata?).
Un producto de los proyectos HI-MAERF y Alternative, creado para ser lo suficientemente poderoso para destruir colmenas por sí solo, es lo mismo que el proyecto Susanoo #2 pero completado. Escondido en lo más profundo de la base de Yokohama, para ser la carta triunfal de la humanidad en el combate contra la principal colmena BETA en la tierra: La Colmena Original (Situado en el primer punto de aterrizaje de los BETA en la tierra, en Kashgar).

- Más grande que el #2, más de ocho veces más alto que un Senjutsuki (alrededor de los 160 metros). En adición de tener el motor Moorcock-Lechte, cañón de partículas y Campo Rutherford igual que el #2, también está armado con railguns de 2.700 mm, cañones gatling de 120 mm, chain-guns de 36 mm y lanzadores de misiles VLS2 cargados con misiles rastreadores penetradores de armadura destructores de búnkeres, entre otras cosas. Dada la falta de tiempo, muchas de las armas no pudieron ser activadas para la Operación Ouka.

- Con los problemas del Campo Rutherford arreglados, puede ser pilotado por humanos.

- Es pilotado por Takeru, Kasumi y la 00-Unit en Operación Ouka.

## Otras apariciones
Personajes de Muv-Luv pueden ser vistos en otros trabajos de Âge.

### Akane Maniax
Varios de los personajes de Muv-Luv pueden ser vistos en el spin off de Kimi ga Nozomu Eien y la precuela de Muv-Luv, Akane Maniax.

### Kimi ga Nozomu Eien ～special FanDisk～
Sumika hace una aparición en la historia corta True Lies del juego Kimi ga Nozomu Eien ~Special FanDisk~, en donde ella es la líder del shokkaku-jinrui, conocida como la Führer Roja.

### Ayumayu Gekijou
Varios de los personajes de Muv-Luv pueden ser vistos en las OVAS de Ayumayu Gekijou, y el cuarto episodio es más que una pequeña parodia de Muv-Luv Alternative.